# Stade Nautique Rainier III
Stade Nautique Rainier III – wielofunkcyjny stadion w La Condamine, w Monako. Odkryty stadion dla sportów wodnych, basen (latem), lodowisko (zimą).